# Vreni Schneider
Vreni Schneider (n. 26 noiembrie 1964, Elm GL⁠(d), Cantonul Glarus, Elveția) este o schioară alpină ce a reprezentat Elveția, medaliată olimpică. A participat la 3 ediții ale Jocurilor Olimpice (1988, 1992, 1994) în care a câștigat 3 medalii de aur, o medalie de argint și o medalie de bronz.